# Kiwi-familien
Kiwi-familien (Actinidiaceae) er udbredt med 3 slægter og ca. 325 arter i den tropiske del af Amerika og Sydasien med et centrum på Ny Guinea. Det er normalt buske eller lianer med spiralstillede blade. Blomsterne har frie kronblade og bægerblade. Frugterne er bær. Her omtales kun den eneste slægt, som dyrkes i Danmark.
| Slægter |

- Kiwi-slægten (Actinidia)